# Adam Korol
Adam Marek Korol, född den 20 augusti 1974 i Gdańsk i Polen, är en polsk roddare.
Han tog OS-guld i scullerfyra i samband med de olympiska roddtävlingarna 2008 i Peking.